# The Fate of Liberty
The Fate of Liberty: Abraham Lincoln and Civil Liberties (en français, Le destin de la liberté: Abraham Lincoln et les libertés civiles) est un livre de l'historien américain Mark E. Neely Jr., publié en 1991 par les éditions Oxford University Press. Le livre s'intéresse à la suspension de l'Habeas corpus et d'autres droits civils par le président Abraham Lincoln durant la guerre de Sécession.
Le livre reçoit en 1992 le prix Pulitzer d'histoire.

## Éditions
- The Fate of Liberty: Abraham Lincoln and Civil Liberties, New York, Oxford University Press, 304 p.  (ISBN 978-0-19-508032-2)